# Shigeko Yuki
Shigeko Yuki (由起 しげ子, Yuki Shigeko), né le 2 décembre 1900 à Sakai et morte le 30 décembre 1969, est une écrivaine japonaise.

## Biographie
La mère de Yuki meurt quand elle a dix ans. En 1919, elle s'inscrit à l'école de filles à Kobe afin d'étudier la musique, mais ne donne pas suite parce que sa famille s'y oppose. En 1924, elle épouse le peintre Usaburō Ihara (ja) (1894-1976). De 1925 à 1929, elle vit en France où elle étudie la composition et le piano.
Après avoir divorcé d'Ihara en 1945 avec qui elle a eu quatre enfants, elle commence à écrire des histoires pour les enfants pour des raisons financières. Le rédacteur en chef du magazine Sakuhin ( 作品) la persuade d'écrire des romans. Son deuxième roman, Hon no hanashi, lui vaut de remporter le prix Akutagawa en 1949, le premier décerné après la Seconde Guerre mondiale. Elle écrit ensuite environ vingt autres livres. Jochūkko, paru en 1951, est adapté au cinéma en 1955 par Tomotaka Tasaka.
Shigeko Yuki meurt en 1969 d'un diabète et d'un empoisonnement du sang.

## Publications (sélection)
- Yagurumasō, 1947
- Hon no hanashi (本の話), 1949
- Kokubetsu, 1951
- Yubiwa no hanashi, 1951
- Jochūkko (女中ッ子), 1951
- Fuyu no ki, 1953
- Hyōhakku, 1954
- Keiyaku kekkon (契約結婚), 1960
- Akasaka no kyōdai (赤坂の姉妹), 1960
- Sawa fujin no teisetsu (沢夫人の貞節), 1961
- Yasashii otto (やさしい良人), 1963

## Filmographie
- 1957 : Élégie du Nord (晩歌, Banka?) de Heinosuke Gosho (scénario)
- 1957 : Le Corbeau jaune (黄色いからす, Kiiroi karasu?) de Heinosuke Gosho (dialogues)

## Adaptations de ses œuvres au cinéma
- 1954 : Itsuko to sono haha (伊津子とその母?) de Seiji Maruyama

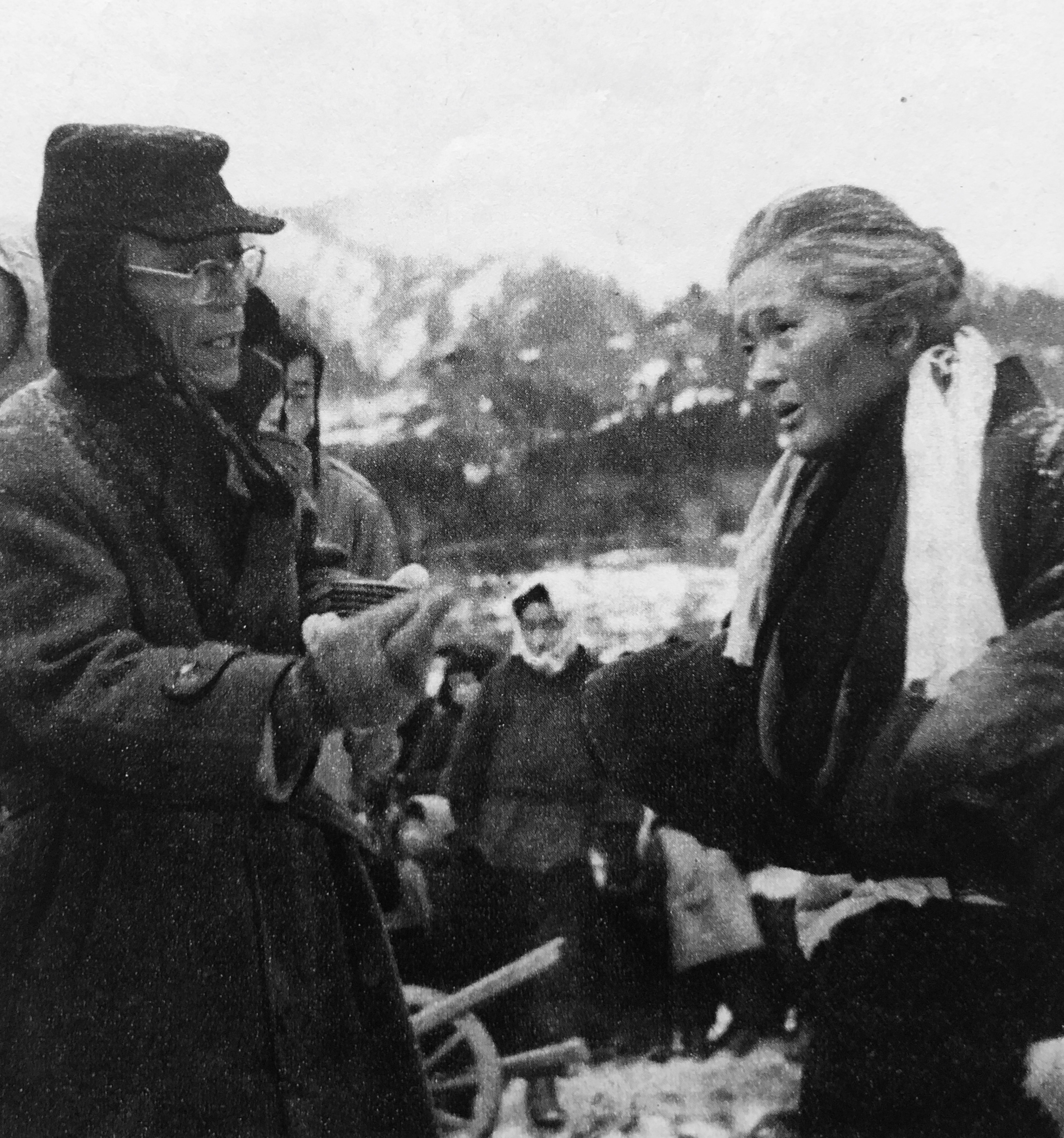
Tomotaka Tasaka et Tanie Kitabayashi sur le tournage de L'Enfant favori de la bonne (1955).

- 1955 : L'Enfant favori de la bonne (女中ッ子, Jochūkko?) de Tomotaka Tasaka

## Distinctions
- Prix Akutagawa en 1949 pour Hon no hanashi
- Prix Shinchōsha du roman (ja) en 1962 pour Sawa fujin no teisetsu